# Carbon black
Carbon black kendes også under andre navne som acetylene black, channel black, furnace black, lamp black, thermal black og noire de carbone.
Carbon black produceres i stor skala ved ufuldstændig forbrænding af olie-produkter som tjære. En lille produktion sker ud fra vegetabilsk olie. Carbon black er en form for amorft carbon med et højt overflade-til-volume-ratio og udgør en bestanddel af aktivt kul. Carbon black sammenlignes med forbrændingsprodukterne fra diesel-olie.
Carbon black er på listen over de 50 mest fremstillede stoffer og anvendes primært som pigment og til forstærkning i gummi og plastic samt som tryksværte. Carbon black af vetabilsk oprindelse har nummer E152 (med de kommercielle betegnelser Black 7984, Food Black 2 og C.I. 27755) som tilsætningsstof til fødevarer, men har fra 1984 ikke været tilladt i EU eller USA.

## Carbon black og sundhed
Carbon Black er listet som mulig carcinogen for mennesker og klassificeret som et gruppe 2B carcinogen. Man har hidtil fokuseret på sundhedsrisici for industriarbejdere ved fremstilling og anvendelse af Carbon black.
Der er nu kommet ny viden om, hvordan nanopartikler af Carbon black kan trænge ind i organismen gennem lunger, mave og tarm.  I den forbindelse rejses nu spørgsmål om risici for forbrugere ved indtagelse af aktivt kul som efter en druktur og ved indånding af partikler ved kopimaskiner.